# Haguro
Pour les articles homonymes, voir Haguro (homonymie).
Haguro (羽黒町, Haguro-machi) était un bourg du district de Higashitagawa situé dans la préfecture de Yamagata, dans le Nord de l'île de Honshū, au Japon.

## Géographie

### Démographie
En 2003, la population de Haguro s'élevait à 9 499 habitants, répartis sur une superficie de 109,61 km2 (densité de population de 87 hab./km2).

## Histoire
En octobre 2005, le bourg de Haguro a été incorporé dans la ville de Tsuruoka.